# Wicca aleksandryjska
Wicca aleksandryjska (aleksandriańska) – tradycja Wicca, wywodząca się od Alexa Sandersa, nazywanego także „Królem czarownic” (King of the Witches)), który wraz ze swoją żoną Maxine Sanders, stworzył tę tradycję w Wielkiej Brytanii w latach 60. XX wieku. Wicca aleksandryjska jest zasadniczo podobna do wicca gardneriańskiej (zob. Gerald Gardner) i powszechnie uznawana jest za jedną z najbardziej rozpowszechnionych tradycji wiccańskich.

## Powstanie i historia
Tradycja jest w dużym stopniu oparta na wicca gardneriańskiej, w której inicjowany był Alex Sanders, oraz elementach magii ceremonialnej, którą Sanders studiował niezależnie.
Nazwa tradycji nawiązuje zarówno do imienia Alexa Sandersa, jak również do starożytnego okultyzmu symbolizowanego przez Bibliotekę Aleksandryjską, będącą jedną z pierwszych bibliotek na świecie. Nazwę wybrano, ze względu na postrzeganie biblioteki jako miejsca, w którym zebrano razem wiedzę i mądrość. Maxine Sanders wspomina, że wyboru nazwy dokonano, kiedy Stewart Farrar, uczeń Sandersów, rozpoczął pisanie książki What Witches Do („Co robią czarownice”). "Stewart spytał wówczas, jak powinny nazywać się czarownice inicjowane za pośrednictwem naszego kowenu; po dyskusji, zaproponował termin „Alexandrian” (aleksandryjski, aleksandryjczyk), który nam obojgu, tzn. Alexowi i mi się spodobał. Do tej pory wystarczyło nam, że nazywaliśmy siebie czarownicami".
Wicca aleksandryjską praktykuje się także poza Wielką Brytanią, włączając w to kraje reszty Europy (w tym Polskę), Stany Zjednoczone i Kanadę.

## Praktyka
Wicca aleksandryjska kładzie nacisk na biegunowość płci. Znajduje ona odzwierciedlenie w rytuałach odprawianych podczas sabatów i esbatów, koncentrujących się na związku Bogini i Boga. 
W porównaniu z tradycją gardneriańską, wicca aleksandryjska jest bardziej eklektyczna. Jak podaje The Encyclopedia of Modern Witchcraft and Neo-Paganism. Maxine Sanders twierdzi, że Aleksandryjczycy mają skłonność przyjmowania, że „jeśli coś działa, należy tego używać”. Stosowane narzędzia i nazwy żywiołów również się różnią od tych w tradycji gardneriańskiej. W wicca aleksandryjskiej nie ma obowiązku stosowania rytualnej nagości (Skyclad). Dopuszcza się odprawianie rytuałów w rytualnych szatach. Szkolenie w ramach tej tradycji uwzględnia także elementy magii ceremonialnej.
Koweny aleksandryjskie spotykają się z okazji sabatów (świąt koła roku), pełni księżyca, a także czasem z okazji nowiu księżyca (zob. faza Księżyca).

## Rangi i stopnie
Podobnie jak w innych wiccańskich tradycjach, w wicca aleksadndryjskiej obowiązuje zasada, że „tylko czarownica może stworzyć inną czarownicę”. Odbywa się to poprzez inicjację. Istnieją trzy stopnie inicjacji, potocznie nazywane pierwszym, drugim i trzecim stopniem. Wyłącznie czarownica drugiego lub trzeciego stopnia może inicjować do wicca. Wyłącznie czarownica trzeciego stopnia, może wynosić na trzeci stopień. Po pierwszym stopniu uzyskuje się tytuł czarownicy i kapłana/kapłanki. Po wyniesieniu do drugiego stopnia tytuł arcykapłana/arcykapłanki. 
W niektórych liniach stosuje się stopień neofity lub dedykanta. Neofita nie jest związany przysięgą w takim samym stopniu jak inicjowani do wicca. Neofita ma możliwość sprawdzenia tradycji, a kowen kandydata, przed inicjacją do tradycji. Neofita nie jest uznawany za należącego do tradycji, aż do inicjacji na pierwszy stopień. Podczas rytuałów jego rola jest bierna, ponieważ pewne aspekty rytuału pozostają dla niego tajemnicą. 

## Związki z innymi tradycjami
Historyk Ronald Hutton odnotowuje na podstawie informacji uzyskanych od wiccan tradycji gardneriańskiej i aleksandryjskiej, że różnice pomiędzy tymi tradycjami stopniowo się zacierają. Niektórzy inicjowani w obu, uznają inicjację w jednej, jako wystarczającą kwalifikację dla drugiej. 

## Recepcja wicca aleksandryjskiej w Polsce
Pierwszą publicznie znaną osobą, inicjowaną w tradycji aleksandryjskiej jest Enenna, inicjowana w 2005 r. Obecnie prowadzi pierwszy aleksandryjski kowen założony w początkach 2009 r. Po roku 2007 stopniowo ujawniały się publicznie także inne osoby inicjowane w tej tradycji. Rzeczywista liczba wiccan i kowenów aleksandryjskich nigdy nie będzie znana ze względu na charakter tej religii.